# Democratische Middenpartij

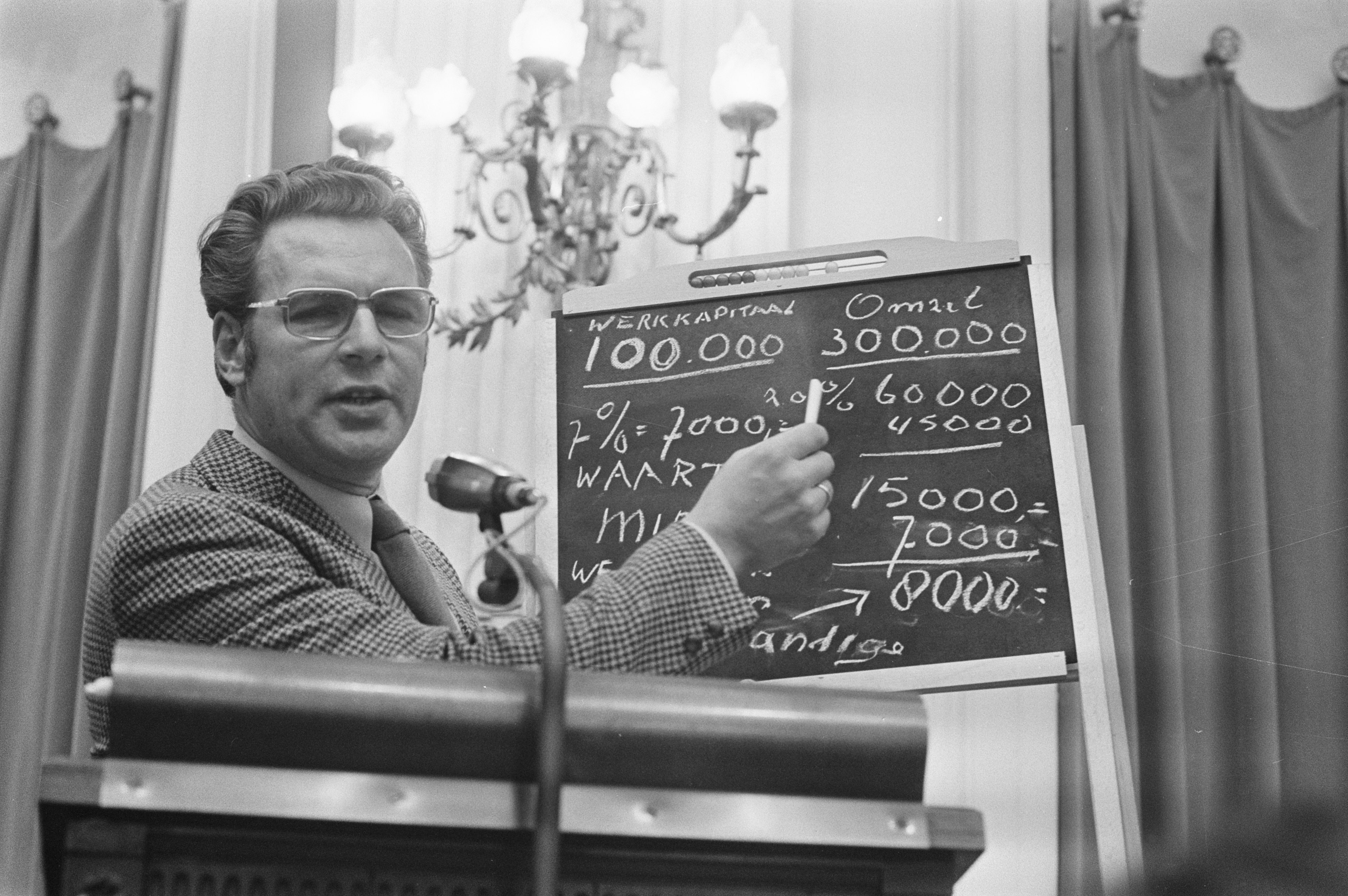
Partijleider De Jong met een schoolbord in de Tweede Kamer in 1972

De Democratische Middenpartij (DMP) was een Nederlandse politieke partij. Zij was een afsplitsing van de Nederlandse Middenstands Partij (NMP), en deed mee aan de Tweede Kamerverkiezingen 1972.

## Geschiedenis

### Voorgeschiedenis in NMP
Bij de verkiezingen van 1971 kwam de NMP, die het jaar daarvoor was opgericht, met twee zetels de Tweede Kamer binnen. Lijsttrekker Ab te Pas en penningmeester Martin Dessing werden verkozen. Een groep "rebellen" binnen de partij ging hier echter niet mee akkoord. Zij wilden dat Te Pas of Dessing zijn zetel afstond aan fabrikant Jacques de Jong, die nummer 3 op de lijst en vicevoorzitter was. Na een interne strijd op de vergadering van de adviesraad, nog voor de installatie van de nieuwe Kamer, stond Dessing zijn zetel af.
In De Telegraaf van 15 mei 1971 vertelde De Jong, dat Te Pas wilde dat De Jong 30.000 gulden zou betalen voor diens Kamerzetel. Voor dit geld zou hij in eerste instantie ook fractievoorzitter worden. Van het geld zou dan een groot deel naar Dessing gaan, die door de verkiezingscampagne in financiële problemen was gekomen. De Jong trok zich echter terug uit dit plan, toen Te Pas te kennen gaf toch zelf fractievoorzitter te willen worden. Hierna werd de bewuste vergadering georganiseerd, waar werd beslist dat De Jong de Kamerzetel zou bezetten, maar dat hij er niks voor mocht betalen. Voor Dessings financiële problemen zou een andere oplossing worden gezocht. Te Pas zou fractievoorzitter blijven, maar zou niet mogen spreken als De Jong aanwezig was.
Te Pas en De Jong kregen echter ruzie. Eind juli gaf het partijbestuur, inmiddels voorgezeten door De Jong, aan zich niet meer door Te Pas vertegenwoordigd te achten. Volgens het bestuur had Te Pas zich het fractievoorzitterschap eigenmachtig toegeëigend, zonder daar eerst over te overleggen. Zij gaf dit aan in een brief aan Kamervoorzitter Frans-Jozef van Thiel, maar die zag geen reden tot actie.
Te Pas en De Jong bleven dus deel van dezelfde fractie, maar bij het debat over de regeringsverklaring van het kabinet-Biesheuvel wierpen zij zich beiden op als de echte woordvoerder van de NMP.

### Groep De Jong
Op 6 september 1971 besloot het NMP-bestuur af te treden, en de oprichting van een nieuwe partij voor te bereiden. Zij vonden dat Te Pas en Dessing handelden alsof de NMP hun persoonlijk bezit was, en dat zij daardoor tegen het belang van leden en kiezers in gingen. De druppel was het registreren van de naam bij een merkenbureau door Dessing, waarna hij een advocaat afstuurde op het bestuur. De dag na het aftreden, werd door het bestuur de registratie van de Democratische Middenpartij aangevraagd bij de Kiesraad. Ongeveer 800 van de 4000 NMP-leden gingen mee naar de DMP.
Bij de Tweede Kamervergadering van 13 september dat jaar splitste ook de fractie aldaar, waarbij Te Pas zou blijven zitten voor de NMP, en De Jong dat nu zou doen voor de Groep De Jong.

### Bundeling van splinterpartijen
Op 20 juli 1972 viel het kabinet-Biesheuvel, waardoor er vervroegde verkiezingen werden uitgeschreven voor 29 november dat jaar. In augustus fuseerde de partij met de Aktiegroep Zelfstandigen, en werd zij omgedoopt tot het Verbond van Zelfstandigen. Ook werden er gesprekken gevoerd met onder andere Binding Rechts. Vanuit die partij was de voorwaarde hiervoor wel, dat het Verbond zijn naam weer terug zou veranderen. Binding Rechts zou haar leden dan oproepen om de DMP te steunen. Naast deze partijen zouden ook de Algemene Bejaardenpartij Nederland, de Christen-Democraten Unie, de Bundeling Middengroeperingen en de actiegroep Boer-Burger-Middenstander meedoen aan de samenwerking.
Volgens het partijbestuur had de DMP in oktober 4300 leden.
Vanwege frustraties over geringe aandacht van de media, werd halverwege november het plan geformuleerd om een nieuwe omroep op te richten, de Onafhankelijke Radio en Televisie Omroep (ORTO). Deze zou zich moeten richten op de kleine zelfstandigen. Ook wilde De Jong een bv oprichten voor zelfstandigen, om hen gebruik te laten maken van voorzieningen bedoeld voor werknemers.
De DMP behaalde bij de verkiezingen 41.000 stemmen. Dit was meer dan de NMP haalde, maar met 0,56 procent kwam de DMP nog altijd tekort voor een zetel. Na de uitslag verklaarde De Jong dat hij door zou gaan, maar van zowel de partij als de omroep is daarna weinig meer vernomen.

## Standpunten
De DMP zag zichzelf als "constructief corrigerend blok tegenover de z.g. progressieve drie en de verzwakte conservatieve partijen". In haar verkiezingsprogramma voor de Tweede Kamerverkiezingen 1972 bepleitte de DMP onder meer:
- Meer inspraak voor burgers,
- Lastenverlichting voor zelfstandig ondernemers,
- Bezuinigen op overheidsuitgaven,
- Krachtiger optreden tegen misbruik van sociale voorzieningen.

De politieke richting van de DMP werd aangeduid als rechts of extreemrechts.